# Óleo de noz-pecã

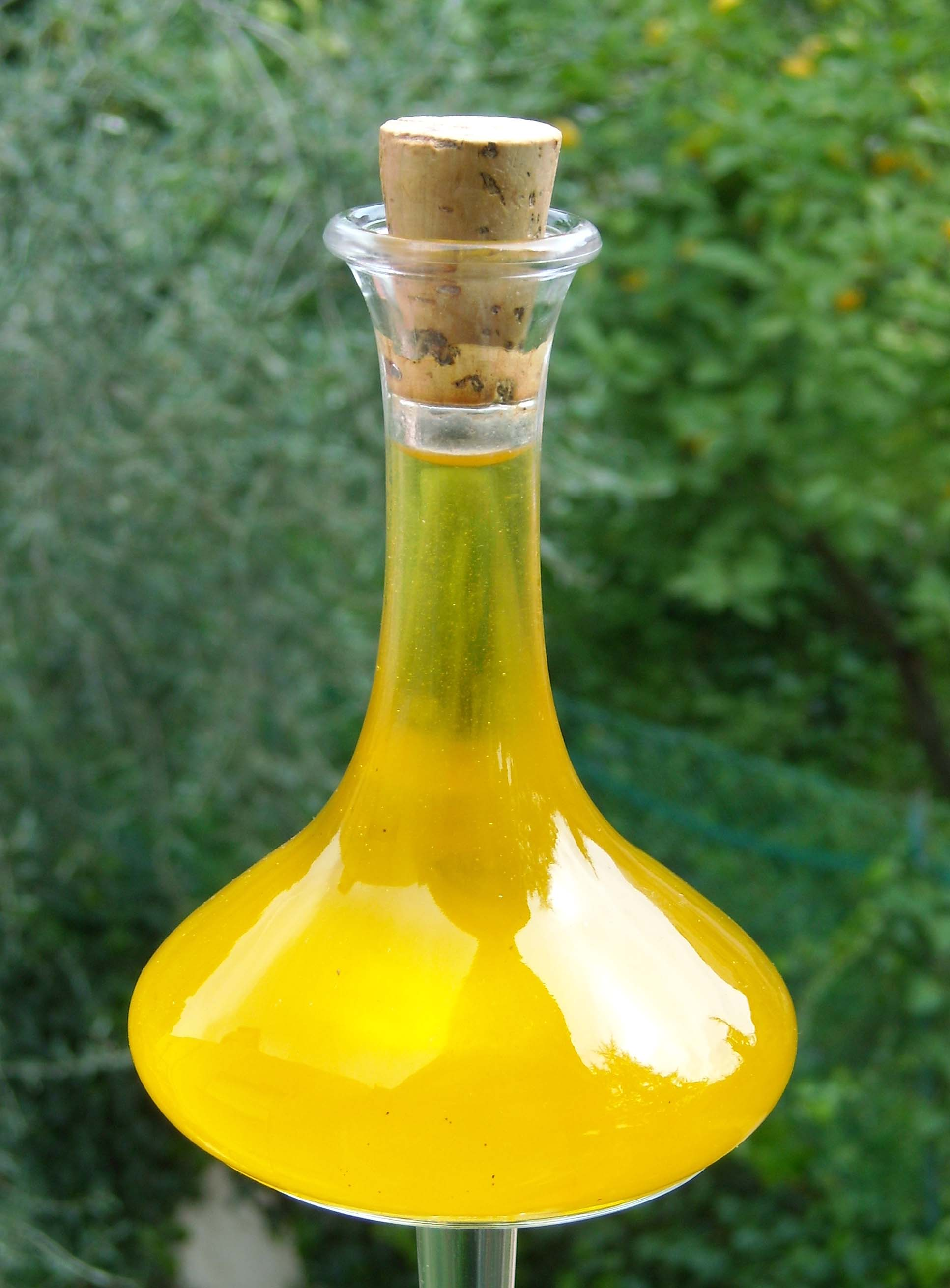
Uma garrafa de óleo, de cor semelhante ao óleo de noz-pecã.

O óleo de noz-pecã é um óleo comestível prensado extraído da noz-pecã. O óleo de noz-pecã tem sabor neutro e assume o sabor de qualquer tempero usado com ele. O óleo de noz-pecã contém 9,5% de gordura saturada, o que é menos do que o azeite de oliveira (13,5%), óleo de amendoim (16,90%) ou óleo de milho (12,70%). Também é usado como óleo de massagem e em aplicações de aromaterapia.
O óleo de noz-pecã é considerado um óleo saudável, pois é rico em gorduras monoinsaturadas, especificamente ácido oleico (52,0%) e pobre em gorduras saturadas. Contém também ácido linoléico (36,6%) e pequenas quantidades de ácido palmítico (7,1%), esteárico (2,2%) e linolénico (1,5%). O equilíbrio geral de ácidos gordos no óleo pode reduzir o colesterol LDL (também conhecido como colesterol "mau") e o risco de doenças cardíacas.
A principal aplicação deste óleo é o seu uso na culinária. Possui um alto ponto de fumaça de 470 graus F, tornando-o ideal para cozinhar em altas temperaturas e para fritar. O sabor suave de nozes realça o sabor dos ingredientes, tornando-o um componente popular de molhos para salada e molhos para molhos. O óleo de noz-pecã é muito mais leve que o de oliva e é muito adequado para a culinária diária. Geralmente também não contém conservantes ou aditivos. O óleo de noz-pecã é um bom substituto para manteiga e outros óleos de cozinha, tornando-o adequado para assar. Recomenda-se que o óleo seja refrigerado após aberto para aumentar a vida útil e reduzir a rancidez.
Às vezes, pode ser difícil encontrar óleo de noz-pecã em supermercados locais porque é considerado um óleo especial; no entanto, ele pode ser comprado on-line em vários sites de fabricantes.

## Processamento
Antes da extração, as nozes são levemente torradas e moídas. Métodos de extração mecânica são então usados para remover o óleo. A maioria dos fabricantes evita o uso de métodos de extração química para preservar o sabor natural de nozes e os nutrientes do óleo.

## Aparência
O óleo de noz-pecã é um óleo leve e geralmente tem cor amarelo-claro.